# The Spectator
The Spectator este o revistă săptămânală politică britanică înființată în 1828. Este deținută de David și Frederick Barclay, care dețin și ziarele The Daily Telegraph și Sunday Telegraph. Linia editorială este conservatoare. Mai mulți redactori-șefi ai revistei au fost și deputați sau miniștri pentru Partidul Conservator, printre care Nigel Lawson, Ian Gilmour, Iain Macleod și Boris Johnson.